# Weigela
Weigela es un género de arbustos de hoja caduca de la familia de las Caprifoliaceae con una decena de taxones aceptados, de los casi 50 descritos.  Todas las especies son nativas del este de Asia (Japón, China, Corea y Manchuria). 

## Descripción
Crecen a una altura de 1-6 m. Las hojas, pecioladas o subsésiles, miden 5-15 cm de longitud, son oblongo-ovoideas con un extremo puntiagudo, y con bordes aserrados. Las flores tienen de 2-4 cm de longitud, con un cáliz de cinco lóbulos libres hasta la mitad o casi hasta la base y una corola igualmente pentalobulada, blanca, rosa, o roja, con 5 estambres no o poco exerto y el pistilo de estilo muy exerto con estigma capitado o bilobulado. Son solitarias o se organizan en pequeños corimbos de 2-6. El fruto es una cápsula coriáceao leñosa dehiscente que contiene numerosas semillas algo aladas o no.

## Taxonomía
El género fue descrito por Carl Peter Thunberg y publicado en Kongl. Vetenskaps Academiens Nya Handlingar 1: 137, pl. 5. 1780[1781]. La especie tipo es: Weigela japonica Thunb.
Etimología
Weigela: nombre genérico que se nombra en honor de Christian E. von Weigel (1748-1831), un profesor de botánica alemán.

## Especies
- Weigela decora (Nakai) Nakai

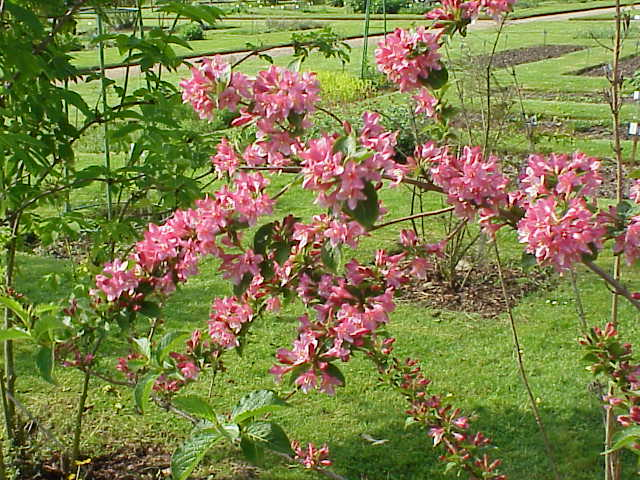
Weigela florida

- Weigela florida (Bunge) A.DC. = Weigela pauciflora A. DC.
- Weigela fujisanensis (Makino) Nakai
- Weigela grandiflora (Siebold & Zucc.) Fortune
- Weigela japonica Thunb.
- Weigela praecox (Lemoine) Bailey
- Weigela sanguínea (Nakai) Nakai[2]

## Cultivo
Varias de las especies son muy populares como arbustos de jardín, si bien se encuentran como híbridos (cruces entre W.florida y otras especies asiáticas).